# Hannah Tointon
Hannah Marie Tointon (* 28. Dezember 1987 in Southend-on-Sea, Essex, England) ist eine britische Schauspielerin. Sie ist die jüngere Schwester der Schauspielerin Kara Tointon.

## Karriere
Nach mehreren Rollen in britischen Fernsehserien wie Kerching!, Star 2003 und The Bill wurde sie ab 2006 in ihrer Heimat vor allem durch ihre Mitwirkung in der Seifenoper Hollyoaks bekannt. Ihre erste größere Kinorolle hatte sie 2008 in dem Horrorfilm The Children.

## Filmografie (Auswahl)
- 2003: Star (Fernsehserie)
- 2003–2006: Kerching! (Fernsehserie, 20 Episoden)
- 2005: The Bill (Fernsehserie, 1 Episode)
- 2005–2006: Dream Team (Fernsehserie, 8 Episoden)
- 2006: Zum Glück geküsst (Just My Luck)
- 2006: New Tricks – Die Krimispezialisten (New Tricks, Fernsehserie, 1 Episode)
- 2006: Genie in the House (Fernsehserie, 3 Episoden)
- 2007–2008: Doctors (Fernsehserie, 2 Episoden)
- 2007–2008: Hollyoaks (Fernsehserie, 26 Episoden)
- 2008: The Children
- 2010: The Inbetweeners (Fernsehserie, 3 Episoden)
- 2010: Lost Future – Kampf um die Zukunft (The Lost Future, Fernsehfilm)
- 2012: Sinbad (Fernsehserie, 1 Episode)
- 2012: Switch (Fernsehserie, 6 Episoden)
- 2012: The Hour (Fernsehserie, 6 Episoden)
- 2013: The Body (Kurzfilm)
- 2013: Young, High and Dead
- 2013: Love Matters (Fernsehserie, 1 Episode)
- 2013: Death in Paradise (Fernsehserie, 1 Episode)
- 2013: Unter Feinden – Walking with the Enemy (Walking with the Enemy)
- 2013: Inspector Barnaby (Midsomer Murders, Fernsehserie, 1 Episode)
- 2014: Call the Midwife – Ruf des Lebens (Call the Midwife, Fernsehserie, 1 Episode)
- 2014: Penny Dreadful (Fernsehserie, 4 Episoden)
- 2015: Captain Webb
- 2015–2016: Mr Selfridge (Fernsehserie, 12 Episoden)
- 2018: The Festival

## Auszeichnungen
- 2008: British Soap Award[1]